# Ejido López Mateos
Ejido López Mateos är en ort i Mexiko.   Den ligger i kommunen Tenango de Doria och delstaten Hidalgo, i den sydöstra delen av landet, 140 km nordost om huvudstaden Mexico City. Ejido López Mateos ligger 1 786 meter över havet och antalet invånare är 416.
Terrängen runt Ejido López Mateos är bergig åt sydväst, men åt nordost är den kuperad. Ejido López Mateos ligger uppe på en höjd. Runt Ejido López Mateos är det ganska tätbefolkat, med 149 invånare per kvadratkilometer. Närmaste större samhälle är San Bartolo Tutotepec, 5,7 km nordväst om Ejido López Mateos. Omgivningarna runt Ejido López Mateos är en mosaik av jordbruksmark och naturlig växtlighet.